# Rio Curpătul Mare
O Rio Curpătul Mare é um rio da Romênia, afluente do Curpătu, localizado no distrito de Sibiu.